# Santic–Wibatech
Santic–Wibatech (UCI kód: SWT) je německý cyklistický UCI Continental tým, jenž vznikl v roce 2012. Do roku 2020 byl registrován v Polsku.

## Soupiska týmu
K 8. červenci 2022
- Stefan Brandlmeier (GER) (* 7. ledna 1993)
- Patrick Haller (GER) (* 9. července 1997)
- Piotr Pekala (POL) (* 4. srpna 1998)
- Michael Peter (GER) (* 15. listopadu 2001)
- Bartlomiej Proc (POL) (* 12. prosince 1999)
- Bartosz Rudyk (POL) (* 18. září 1998)
- Fabian Schormair (GER) (* 23. října 1994)
- Jonas Sonnleitner (GER) (* 27. srpna 1997)
- Ludwig Stadler (GER) (* 5. září 2001)
- Paweł Szóstka (POL) (* 9. července 1998)
- Tim Wollenberg (GER) (* 17. února 2000)

## Vítězství na národních šampionátech
2018
 Polský závod do kopce, Maciej Paterski